# Szkoła Podchorążych Artylerii Przeciwlotniczej
Szkoła  Podchorążych Artylerii Przeciwlotniczej - szkoła Wojska Polskiego kształcąca kandydatów na oficerów artylerii przeciwlotniczej powstała w 1937 w Trauguttowie koło Brześcia nad Bugiem. 
Na skutek rozwoju lotnictwa w państwach sąsiednich kwestią niezwykle ważną stała się obrona przeciwlotnicza obszaru kraju i wojsk. W 1934 została uchwalona ustawa z dnia 15 marca 1934 o obronie przeciwlotniczej i przeciwgazowej (Dz.U. RP nr 80, poz. 742). Rozkazem MSWoj z 15 kwietnia 1934 w Biurze Ogólno-Organizacyjnym utworzono Wydział Obrony Przeciwlotniczej. Biuro do wiosny 1935 opracowało nowe instrukcje plot. W 1936 utworzono Inspektorat Obrony Powietrznej Państwa, dekretem Prezydenta RP z 4 lipca 1936 jako organ Generalnego Inspektoratu Sił Zbrojnych. Tworzenie obrony plot wymagało m.in.  kształcenia oficerów o tym profilu. W tym celu utworzono Szkołę Podchorążych, uczelnię o dwuletnim profilu kształcenia. Szkoła nie rozwiązywała jednak problemu. Postęp w szkoleniu kadr plot. dokonał się dopiero w 1938, kiedy to w Brześciu utworzono Centrum Wyszkolenia Obrony Przeciwlotniczej i Przeciwgazowej, w skład którego weszła Szkoła Podchorążych.

## Obsada personalna szkoły
Pokojowa obsada personalna szkoły w marcu 1939 roku:
- komendant – ppłk inż. Kruszyński Tadeusz Marian
- adiutant – p.o. kpt. Zdun Jan*
- dyrektor nauk – mjr Srzednicki Jan Mieczysław
  - dowódca 1 baterii podchorążych służby stałej – kpt. Zakrzewski Bronisław Wilhelm Tytus
    - dowódca I plutonu – kpt. Warchałowski Stanisław I
    - dowódca II plutonu – por. Kuzioła Władysław

  - dowódca dywizjonu podchorążych rezerwy – mjr Płaneta Franciszek Tomasz
    - z-ca dowódcy – kpt. Boenisch Mieczysław Jan
    - oficer zwiadowczy – kpt. Miś Bartłomiej Józef
    - dowódca 3 baterii podchorążych rezerwy – kpt. Strasburger Andrzej
      - dowódca I plutonu – por. Szymoński Feliks
      - dowódca II plutonu – ppor. Jasiński Mirosław Seweryn

    - dowódca 4 baterii podchorążych rezerwy – kpt. Martynowski Wacław
      - dowódca I plutonu –  por. Osten-Sacken Leon
      - dowódca II plutonu – por. Woiński Mieczysław

  - dowódca 5 baterii ćwiczebnej – kpt. Iskierko Mieczysław Stanisław
    - dowódca plutonu obsługi – kpt. Charzewski Czesław Wiesław
    - dowódca plutonu łączności – kpt. Zdun Jan*
    - dowódca plutonu samochodowego – kpt. Pożerski Władysław Jan

## Absolwenci
I promocja 1938–1940
82 absolwentów I promocji zostało mianowanych na stopień podporucznika ze starszeństwem z 1 września 1939 w korpusie oficerów artylerii przeciwlotniczej
1. Waldemar Arndt
2. Stanisław Banasik
3. Mieczysław Biedul-Korniłowicz
4. Bolesław Bocheński
5. Stefan Mieczysław Bogusławski
6. Marian Antoni Chomrański
7. Zbigniew Dąbrowski
8. Stefan Dębski
9. Wacław Stanisław Dudek
10. Oskar Fahrenholc
11. Jerzy Fiedorów
12. Klemens Frankowski
13. Włastymił Gajewski
14. Ryszard Gałła
15. Stanisław Gojdź
16. Sławomir Grodzicki
17. Edmund Helwig
18. Zbigniew Hołowej
19. Zbigniew Idzik
20. Lucjan Jan Januszewski
21. Kazimierz Jarosiewicz
22. Józef Jurkiewicz
23. Paweł Józef Kaliński
24. Piotr Gabriel Kaliński
25. Mieczysław Kiljan
26. Kazimierz Kopański
27. Franciszek Kot
28. Piotr Koziejko
29. Mieczysław Lewicki-Brückner
30. Wojciech Ludwig
31. Tomasz Mieczysław Łuczak
32. Józef Maciejski
33. Michał Michalec
34. Antoni Mosiewicz
35. Jerzy Ostrzygieł
36. Aleksander Pęcherski
37. Mieczysław Marian Piątek
38. Henryk Piotrowski
39. Andrzej Płusa
40. Józef Podgórecki
41. Tadeusz Połeć
42. Aleksander Półchłopek
43. Tadeusz Rachwalski
44. Teodor Radtke
45. Mieczysław Ragan
46. Zdzisław Rąpała
47. Jakub Robaczyński
48. Jan Rysztok
49. Kazimierz Sekuła
50. Stanisław Silkiewicz
51. Tadeusz Słociński
52. Witold Stachowicz
53. Franciszek Stala
54. Karol Staszkiewicz
55. Bolesław Teofil Strzelecki
56. Zdzisław Mieczysław Stupnikowski vel Stupnikow
57. Jerzy Andrzej Szczepanek
58. Zygmunt Szustkiewicz
59. Mieczysław Świdziński
60. Marian Tarnowski
61. Zbigniew Tomaszczyk
62. Henryk Usowicz
63. Hilary Józef Wesołowski
64. Bernard Wiśniewski
65. Wiesław Jan Wołosiuk
66. Mieczysław Wójcicki
67. Stanisław Wróbel
68. Jan Wysocki
69. Tadeusz Załuski
70. Lucjan Żebrowski
71. Władysław Żochowski
72. Stefan Żukotyński

I rocznik II kursu 1939–1940
Listę kandydatów I rocznika II kursu podchorążych służby stałej Szkoły Podchorążych Artylerii Przeciwlotniczej ustalono na podstawie szczątkowych danych znajdujących się w materiałach i aktach personalnych zgromadzonych w Centralnym Archiwum Wojskowym. Z 70 kandydatów przyjętych do Szkoły Podchorążych Artylerii Przeciwlotniczej udało się ustalić 68 nazwisk. W momencie ogłoszenia mobilizacji powszechnej odbywali oni praktykę w jednostkach artylerii przeciwlotniczej.
1. Tadeusz Baran (w)
2. Jerzy Białoń* (w)
3. Jan Biskot* (SPRAPlot)
4. Roman Bogusławski*
5. Jan Bucewicz* (m)
6. Zbigniew Daszewski*
7. Jerzy Dobrowolski*
8. Teodor Dondelewski* (w)
9. Edward Dworzecki (SPRAPlot)
10. Tadeusz Dziubek (SPRAPlot)
11. Witold Ejsymont (SPRAPlot)
12. Ryszard Frużyński (SPRAPlot)
13. Jan Gadomski (w)
14. Tadeusz Gadomski (s)
15. Bronisław Hołub (w)
16. Władysław Huk (SPRAPlot)
17. Jerzy Ignatiew (w)
18. Ryszard Jabłoński (w)
19. Zbigniew Jabłoński (s)
20. Jan Jachowicz* (SPRAPlot)
21. Marian Jarmiński (SPRAPlot)
22. Feliks Jarząbek (SPRAPlot)
23. Kazimierz Jędrosz (w)
24. Stanisław Jędruch (m)
25. Tadeusz Józefowicz*
26. Henryk Kątny (SPRAPlot)
27. Kazimierz Klasiński (SPRAPlot)
28. Tadeusz Kotecki (w)
29. Jerzy Kozłowski (w)
30. Marek Kozłowski (s)
31. Edmund Krajewski (SPRAPlot)
32. Alfred Krypel (w)
33. Kazimierz Kwiatkowski* (1)
34. Winicjusz Liponoga (panc)
35. Otto Piotr Maciąg (SPRAPlot)
36. Tadeusz Edward Makuchowski (SPA)
37. Adam Marszalik (SPRAPlot)
38. Henryk Meister* (SPRAPlot)
39. Stefan Mika (m)
40. Bronisław Mrozowski* (w)
41. Zygmunt Ogonowski* (w)
42. Zdzisław Parzyński* (SPRAPlot)
43. Jerzy Pawilno-Pacewicz (w)
44. Marian Perz (SPRAPlot)
45. Marian Pęciński
46. Wacław Podbereski* (m)
47. Stanisław Potrzebnicki* (SPRAPlot)
48. Maciej Prosiński* (SPRAPlot)
49. Edward Prywiten (SPRAPlot)
50. Roman Pyciński (w)
51. Bolesław Rogala (w)
52. Serafin Różański
53. Henryk Sadowski* (SPRAPlot)
54. Tadeusz Samotuz (SPRAPlot)
55. Henryk Sieczkowski* (SPRAPlot)
56. Zbigniew Skrzywanek*
57. Edward Smaczny (SPRAPlot)
58. Tadeusz Sobczyński* (SPRAPlot)
59. Leszek Szulc (w)
60. Mieczysław Trocha* (w)
61. Marian Trzepacz
62. Mieczysław Warmski (SPRAPlot)
63. Stanisław Wiśniewski* (w)
64. Stanisław Wołoszyński*
65. Władysław Wyszyński* (w)
66. Zygmunt Zaleski (m)
67. Jerzy Zaściński (w)
68. Jan Zientarski*

Oznaczenia: w – Wołyńska Szkoła Podchorążych Rezerwy Artylerii we Włodzimierzu Wołyńskim; m – Mazowiecka Szkoła Podchorążych Rezerwy Artylerii w Zambrowie; s – Szkoła Podchorążych Rezerwy Saperów w Modlinie; panc – Szkoła Podchorążych Broni Pancernych w Modlinie; SPRAPlot – Szkoła Podchorążych Rezerwy Artylerii Przeciwlotniczej w Trauguttowie; 1 – żołnierz nadterminowy z 1 Pułku Artylerii Przeciwlotniczej; SPA – Szkoła Podchorążych Artylerii w Toruniu; * – kandydaci na II kurs podchorążych służby stałej w Szkole Podchorążych Artylerii Przeciwlotniczej w Trauguttowie, którzy po egzaminach zostali skierowani na praktykę do 1 Pułku Artylerii Przeciwlotniczej;